# Bibliotheek Europacollege Brugge
De Bibliotheek Europacollege Brugge is de bibliotheek van het Europacollege in de stad Brugge in België.

## Geschiedenis

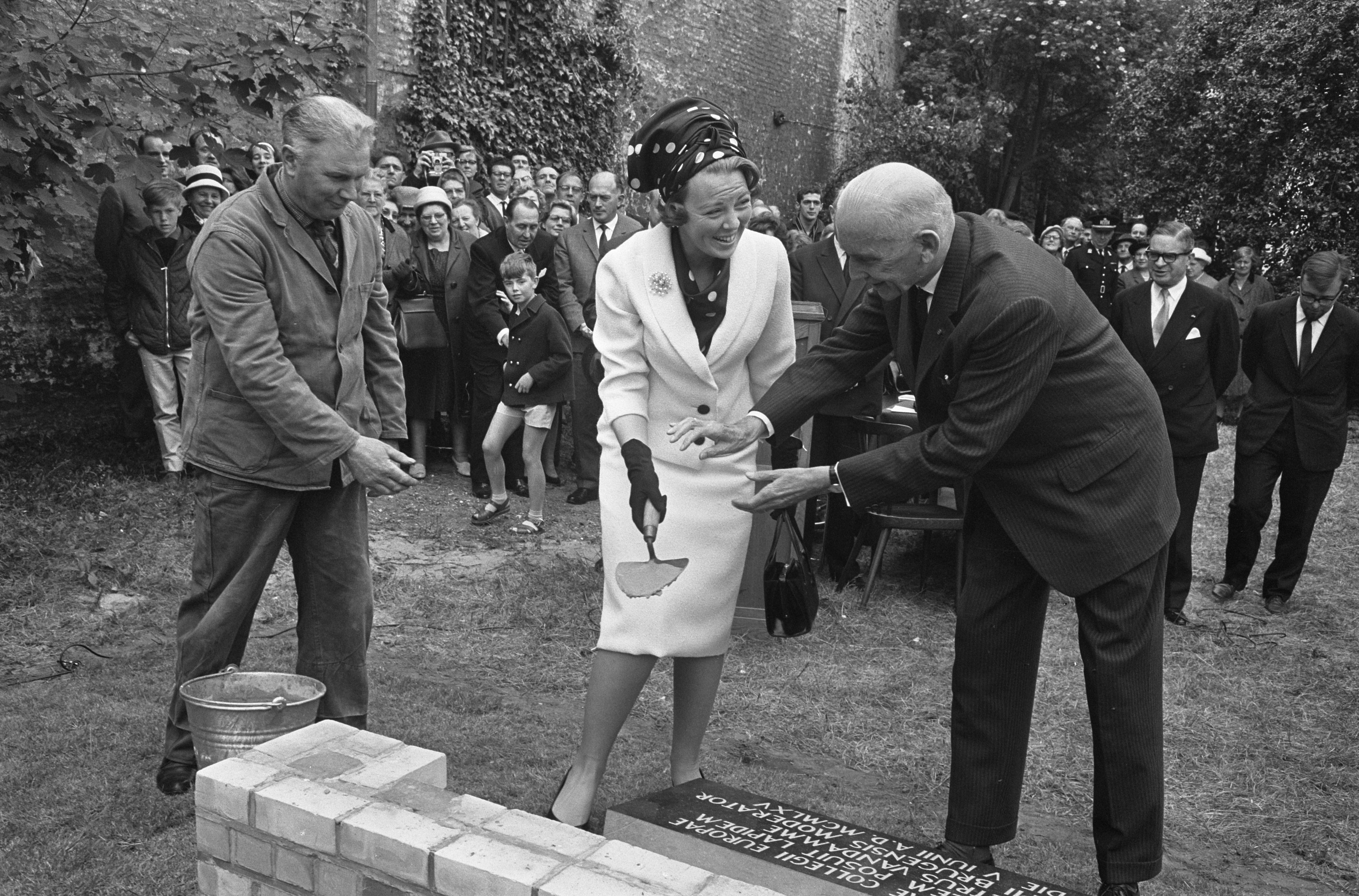
Prinses Beatrix tijdens de eerstesteenlegging van de bibliotheek Europacollege. Pierre Vandamme, burgemeester van Brugge, helpt de prinses bij het metselwerk.

Achter het hoofdgebouw van het Europacollege, gelegen langs de Dijver, werd in 1965 een nieuw gebouw opgericht voor de bibliotheek. De Nederlandse prinses Beatrix legde de eerste steen.
De bibliotheek is stelselmatig gegroeid, tot ze de 100.000 volumes bereikte en overschreed, met daarnaast abonnementen op circa 600 tijdschriften. Ze is gespecialiseerd in de thema's die in het onderwijs aan de orde zijn: recht, economie, politiek en aanverwante onderwerpen. Alles vanuit de bijzondere belangstelling voor wat in die sectoren de Europese Unie betreft.
In de gevolgde onderwerpen blijken nogal wat werken, studies en rapporten na zekere tijd niet meer nuttig voor de studiedoeleinden en -behoeften in het college. Ze worden dan ook aan andere bibliotheken voor overname aangeboden.
Op verzoek van de studenten is de bibliotheek zes dagen per week open tot 22 uur, wat een totaal van 83 openingsuren per week betekent. Ook personen vreemd aan het college kunnen, mits afspraak, van het bibliotheekaanbod gebruikmaken.

## Elektronische activiteiten
Een aanzienlijke hoeveelheid informatie wordt in stijgende mate elektronisch aangeboden. Zowel binnen de muren als voor de contacten naar buiten houdt het college gelijke tred met de evoluties op dit gebied.

## Bibliothecarissen
De bibliotheek werd geleid door:
- Karel Verleye (1949 tot 1955)
- Leons Paklons (1955 tot 1982)
- Marc Vuijlsteke (1982-1993)
- Kris Clara (1993-1998)
- John Miller (1998-2006)
- Eric de Souza (2006-2020)
- Roselien Van Loocke (2020-)

## Brugge en Natolin
De oprichting van een tweede campus Natolin in de Poolse hoofdstad Warschau werd, voor wat de organisatie van de bibliotheek betreft, door de medewerkers aan de bibliotheek in Brugge begeleid. De samenwerking tussen beide bibliotheken werd vergemakkelijkt door het internet.